# Celia Diemkoudre
Celia Diemkoudre est une joueuse néerlandaise de volley-ball née le 30 juillet 1992 à Niamey (Niger). Elle mesure 1,82 m et joue au poste d’attaquante. 

## Clubs
| Club                | De        | À         |
| ------------------- | --------- | --------- |
| SV Dynamo Apeldoorn | 2008-2009 | 2010-2011 |
| Sliedrecht Sport    | 2011-2012 | 2015-2016 |
| Stade Français      | 2016-2017 | …         |

## Palmarès
- Championnat des Pays-Bas
  - Vainqueur : 2012, 2013.
  - Finaliste : 2014.
- Coupe des Pays-Bas
  - Vainqueur : 2012, 2015.
- Supercoupe des Pays-Bas
  - Vainqueur : 2013.
  - Finaliste : 2012, 2015.